# 庇護六世
庇護六世（拉丁語：Pius PP. VI；1717年12月25日—1799年8月29日）原名若望-安傑洛·布拉斯基（Giannangelo Braschi），于切塞纳出生。他於1775年2月15日當選教宗，同年2月22日即位至1799年8月29日為止。
拿破崙於1798年攻打意大利諸國，庇護六世於梵蒂岡下令將拿破崙絕罰。法軍於同年2月將庇護六世逮捕並將其押解回法國囚禁，庇護六世於翌年8月在法國逝世。

## 譯名列表
- 碧岳六世：香港天主教教區檔案　歷任教宗作碧岳。
- 庇護六世：天主教香港教區禮儀委員會：禧年專頁 （页面存档备份，存于）、《大英簡明百科知識庫》2005年版[永久]、《世界人名翻譯大辭典》1993年版作庇護。